# Войцех Ґурецький
Войцех Гурецький (пол. Wojciech Górecki; 23 січня, Лодзь) — польський історик, журналіст, репортер, політолог та аналітик, цікавиться тематикою Північного та Південного Кавказу, а також Центральної Азії

## Біографія

### Юність та освіта
Випускник середньої школи № 4 м. Лодзь, закінчив факультет журналістики Варшавського університету (1994 р.) та історичний факультет Люблінського католицького університету (1995 р.). Закінчив докторантуру в Школі Соціяльних Наук Інституту філософії та соціології Польської академії наук

### Початок журналістської діяльності
У 1986 році почав працювати журналістом, дебютувавши в «Sztandar Młodych». У наступні роки він опублікував, зокрема, у тижневиках «Razem», «Gazeta Wyborcza», «Wprost» та «Życie Warszawy», а від середини 90-х років співпрацював також із «Rzeczpospolita», «Tygodnik Powszechny», місячником «Więź» та «Res Publica Nowa». " та двомісячник «Нова Східна Європа». Спочатку він займався вітчизняним репортажем, а потім і за кордоном

### Подальші дослідження
З 1996 по 2001 рік читав лекції з репортажів у Варшавському університеті, у Collegium Civitas та у Вищій школі журналістики. У 2002—2007 роках був першим секретарем, а потім радником Посольства Республіки Польща в Баку. З 1998 по 2002 рік і знову з 2007 року він є співробітником Центру східних досліджень у Варшаві, був експертом російської команди. З липня по серпень 2009 року він був експертом і консультантом Незалежної міжнародної місії зі встановлення фактів щодо конфлікту в Грузії в Женеві, створеної для розслідування обставин збройного конфлікту в Грузії в 2008 році. З 2013 по 2016 рік він працював на правління Міжнародного фонду «Солідарність».

## Твори

### Книги
- Łódź przeżyła katharsis (Лодзь пережила катарсис, 1998)
- Planeta Kaukaz (Планета Кавказ, 2002)
- La terra del vello d'oro. Viaggi in Georgia (2009)
- Toast za przodków (Тост за предків, 2010)
- Abchazja (Абхазія, 2013)
- Buran. Kirgiz wraca na koń (Буран. Киргиз повертається до коня, 2018)
- Łódź. Miasto po przejściach(Лодзь. Місто по переходах, 2020)

### Фільми
Boskość Stalina w świetle najnowszych badań (Божественність Сталіна в світлі нових досліджень, TVP 1998)

## Українські переклади
- Тост за предків / Пер. з польської Г.Крук — К.: Темпора, 2018. — 440 с.
- Абхазія /Пер. з польської О.Шеремет — К.: Темпора, 2018. — 256 с.

## Нагороди і номінації
- 2010 — Премія імені Ришарда Капусцінського за книгу Тост за предків
- 2011 — Літературна Нагорода «Ніке» за книг Тост за предків
- 2013 — Премія пам'яті Беати Павляк за книгу Абхазія